# 博若莱地区坎谢
博若莱地区坎谢（法語：Quincié-en-Beaujolais，法語發音：[kɛ̃sje ɑ̃ boʒɔlɛ]）是法国罗讷省的一个市镇，属于索恩河畔自由城区。

## 地理
博若莱地区坎谢（46°7'8"N, 4°36'59"E）面积22.05 平方千米，位于法国奥弗涅-罗讷-阿尔卑斯大区罗讷省，该省份为法国中东部省份，北起顺时针与索恩-卢瓦尔省、安省、里昂大都会、伊泽尔省和卢瓦尔省接壤。
与博若莱地区坎谢接壤的市镇（或旧市镇、城区）包括：博热、塞尔谢、朗蒂涅、马尔尚、勒佩雷翁、雷涅-迪雷特、圣艾蒂安拉瓦雷讷、圣拉热。

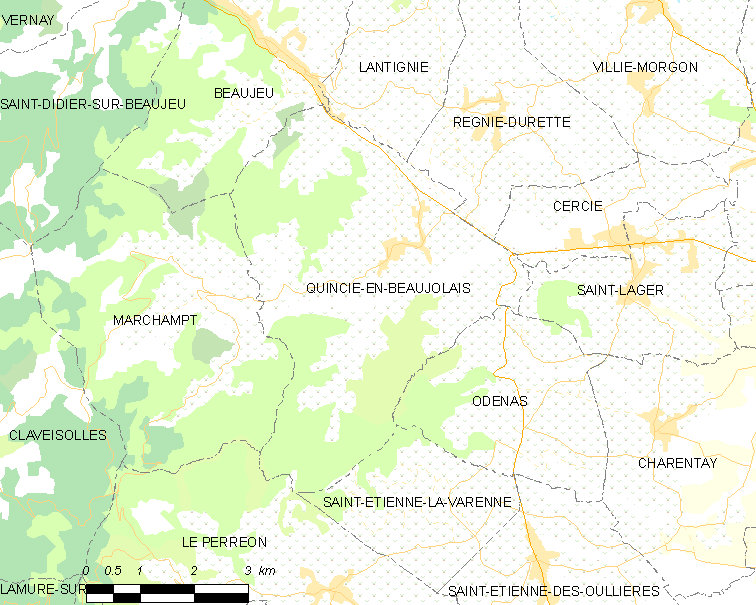
博若莱地区坎谢的OSM定位图

博若莱地区坎谢的时区为UTC+01:00、UTC+02:00（夏令时）。

## 行政
博若莱地区坎谢的邮政编码为69430，INSEE市镇编码为69162。

## 政治
博若莱地区坎谢所属的省级选区为博若莱地区贝尔维尔县。

## 人口

1962-2008年间博若莱地区坎谢人口变化图示

博若莱地区坎谢于2022年1月1日时的人口数量为1382人。